# Gastone Belotti
Gastone Belotti (Venezia, 2 agosto 1920 – Padova, 2 novembre 1985) è stato un musicologo italiano.

## Biografia
È stato uno dei più importanti studiosi di Fryderyk Chopin a livello internazionale.
Studiò letteratura presso l'Università di Padova e, in seguito, fra il 1948 e il 1951, fu allievo del musicologo Fausto Torrefranca all'Università di Firenze. Concentrò la sua ricerca sugli aspetti musicali dei primi anni del XIX secolo diventando specialista della musica strumentale slava dei primi decenni dell'Ottocento.
Come corrispondente estero intraprese collaborazioni con la rivista polacca Ruch Muzyczny e anche con alcune riviste italiane quali la Rivista Italiana di Musicologia e la Nuova Rivista Musicale Italiana. Prese parte a numerose conferenze dedicate al musicista polacco a Bologna, Venezia, Roma e Varsavia. Divenne membro della Società Chopin di Varsavia nel 1973.
Fu autore di oltre cinquanta pubblicazioni in Italia e all'estero. Una sua importante ricerca si orientò a risolvere la questione sulla datazione delle opere giovanili del musicista, comparando e esaminando numerose opere manoscritte. Nei suoi ultimi lavori stava cercando di correlare il rubato chopiniano con alcune particolarità della musica italiana. È autore di importanti biografie del musicista polacco, una in tre volumi F. Chopin, l'uomo (1974) e un'altra Chopin (Torino,1984) in cui si concentra sull'analisi delle opere del compositore, per genere, con importanti capitoli sulla sua arte e lo stile.
I suoi studi sul musicista polacco ebbero importanti riconoscimenti, tra cui l'appartenenza alla Towarzytwo im. Fryderyka Chopina di Varsavia e l'onorificenza dell'Ordine al merito della cultura polacca. Morì nel 1985 a Padova, sua città di adozione.

## Opere principali
- La Polacche op. 26 nella concezione autografa di Chopin, Nuova Rivista Musicale Italiana, Vol. VIII/2
- Interpretazione letteraria dei Preludi di Chopin attribuita a Liszt. Un manoscritto di Chopin, in 	Rivista Italiana di Musicologia, 1971 n. 2
- Chopin, l'Italia e Venezia in: Italia, Venezia e Polonia tra Illuminismo e Romanticismo. Atti del III Convegno di Studi Italo-Polacco, 1973
- F. Chopin, L'uomo, Milano-Roma, 3 vol. 1974
- La fortuna in Italia dell'opera di Chopin durante la vita del compositore, Settimo incontro con la musica italiana e polacca, 1976
- Principi generali di interpretazione chopiniana, Antiquae Musicae Italicae Studiosi, 1977
- Chopin in Italia, Zakład Narodowy, 1977
- Una nuova Mazurca di Chopin, in Studi musicali, 1977 n. 7
- Principi generali di interpretazione chopiniana in Miscellanea di saggi e convegni vol. 12, 1977
- Chopin, Torino, 1984